# Gran Premio de la Comunidad Valenciana de 2016
El Gran Premio de la Comunidad Valenciana de 2016 (oficialmente Gran Premio Motul de la Comunitat Valenciana) fue la decimoctava prueba del Campeonato del Mundo de Motociclismo de 2016. Tuvo lugar en el fin de semana del 11 al 13 de noviembre de 2016 en el Circuito Ricardo Tormo situado en la localidad de Cheste, Comunidad Valenciana, España.
La carrera de MotoGP fue ganada por Jorge Lorenzo, seguido de Marc Márquez y Andrea Iannone. Johann Zarco fue el ganador de la carrera de Moto2, por delante de Thomas Lüthi y Franco Morbidelli. La carrera de Moto3 fue ganada por Brad Binder, Joan Mir fue segundo y Andrea Migno tercero.

## Resultados

### Resultados MotoGP
| Pos.    | N.º | Piloto           | Constructor | Vueltas | Tiempo    | Parrilla | Puntos |
| ------- | --- | ---------------- | ----------- | ------- | --------- | -------- | ------ |
| 1       | 99  | Jorge Lorenzo    | Yamaha      | 30      | 45:54.228 | 1        | 25     |
| 2       | 93  | Marc Márquez     | Honda       | 30      | +1.185    | 2        | 20     |
| 3       | 29  | Andrea Iannone   | Ducati      | 30      | +6.603    | 7        | 16     |
| 4       | 46  | Valentino Rossi  | Yamaha      | 30      | +7.668    | 3        | 13     |
| 5       | 25  | Maverick Viñales | Suzuki      | 30      | +10.610   | 4        | 11     |
| 6       | 44  | Pol Espargaró    | Yamaha      | 30      | +18.378   | 6        | 10     |
| 7       | 4   | Andrea Dovizioso | Ducati      | 30      | +18.417   | 5        | 9      |
| 8       | 41  | Aleix Espargaró  | Suzuki      | 30      | +18.678   | 9        | 8      |
| 9       | 38  | Bradley Smith    | Yamaha      | 30      | +25.993   | 10       | 7      |
| 10      | 19  | Álvaro Bautista  | Aprilia     | 30      | +35.065   | 18       | 6      |
| 11      | 8   | Héctor Barberá   | Ducati      | 30      | +36.425   | 13       | 5      |
| 12      | 9   | Danilo Petrucci  | Ducati      | 30      | +42.415   | 12       | 4      |
| 13      | 6   | Stefan Bradl     | Aprilia     | 30      | +49.823   | 17       | 3      |
| 14      | 45  | Scott Redding    | Ducati      | 30      | +52.035   | 14       | 2      |
| 15      | 43  | Jack Miller      | Honda       | 30      | +55.625   | 15       | 1      |
| 16      | 50  | Eugene Laverty   | Ducati      | 30      | +58.254   | 19       |        |
| 17      | 53  | Esteve Rabat     | Honda       | 30      | +58.555   | 21       |        |
| 18      | 76  | Loris Baz        | Ducati      | 30      | +1:06.164 | 16       |        |
| Ret     | 36  | Mika Kallio      | KTM         | 19      | Retirado  | 20       |        |
| Ret     | 35  | Cal Crutchlow    | Honda       | 16      | Caída     | 11       |        |
| Ret     | 26  | Dani Pedrosa     | Honda       | 6       | Caída     | 8        |        |
| Ret     | 68  | Yonny Hernández  | Ducati      | 4       | Caída     | 22       |        |
| Fuente: |     |                  |             |         |           |          |        |

### Resultados Moto2
| Pos.    | N.º | Piloto              | Constructor   | Vueltas | Tiempo    | Parrilla | Puntos |
| ------- | --- | ------------------- | ------------- | ------- | --------- | -------- | ------ |
| 1       | 5   | Johann Zarco        | Kalex         | 27      | 43:17.626 | 1        | 25     |
| 2       | 12  | Thomas Lüthi        | Kalex         | 27      | +3.281    | 2        | 20     |
| 3       | 21  | Franco Morbidelli   | Kalex         | 27      | +4.981    | 3        | 16     |
| 4       | 22  | Sam Lowes           | Kalex         | 27      | +5.636    | 7        | 13     |
| 5       | 40  | Álex Rins           | Kalex         | 27      | +5.850    | 5        | 11     |
| 6       | 30  | Takaaki Nakagami    | Kalex         | 27      | +11.605   | 9        | 10     |
| 7       | 54  | Mattia Pasini       | Kalex         | 27      | +16.391   | 4        | 9      |
| 8       | 94  | Jonas Folger        | Kalex         | 27      | +16.964   | 11       | 8      |
| 9       | 52  | Danny Kent          | Kalex         | 27      | +17.451   | 8        | 7      |
| 10      | 23  | Marcel Schrötter    | Kalex         | 27      | +17.668   | 12       | 6      |
| 11      | 24  | Simone Corsi        | Speed Up      | 27      | +20.455   | 22       | 5      |
| 12      | 97  | Xavi Vierge         | Tech 3        | 27      | +20.911   | 19       | 4      |
| 13      | 44  | Miguel Oliveira     | Kalex         | 27      | +21.650   | 15       | 3      |
| 14      | 7   | Lorenzo Baldassarri | Kalex         | 27      | +22.581   | 23       | 2      |
| 15      | 55  | Hafizh Syahrin      | Kalex         | 27      | +23.734   | 24       | 1      |
| 16      | 19  | Xavier Siméon       | Speed Up      | 27      | +26.328   | 13       |        |
| 17      | 2   | Jesko Raffin        | Kalex         | 27      | +29.421   | 21       |        |
| 18      | 87  | Remy Gardner        | Kalex         | 27      | +29.667   | 17       |        |
| 19      | 57  | Edgar Pons          | Kalex         | 27      | +29.749   | 20       |        |
| 20      | 14  | Ratthapark Wilairot | Kalex         | 27      | +39.289   | 25       |        |
| 21      | 70  | Robin Mulhauser     | Kalex         | 27      | +43.105   | 27       |        |
| 22      | 10  | Luca Marini         | Kalex         | 27      | +43.532   | 18       |        |
| 23      | 60  | Julián Simón        | Speed Up      | 27      | +51.271   | 6        |        |
| 24      | 27  | Iker Lecuona        | Kalex         | 27      | +56.617   | 26       |        |
| Ret     | 73  | Álex Márquez        | Kalex         | 17      | Retirado  | 10       |        |
| Ret     | 32  | Isaac Viñales       | Tech 3        | 10      | Retirado  | 29       |        |
| Ret     | 42  | Federico Fuligni    | Kalex         | 5       | Retirado  | 28       |        |
| Ret     | 11  | Sandro Cortese      | Kalex         | 4       | Caída     | 14       |        |
| Ret     | 49  | Axel Pons           | Kalex         | 4       | Caída     | 16       |        |
| Ret     | 16  | Hugo Clere          | Transfiormers | 4       | Retirado  | 30       |        |
| Fuente: |     |                     |               |         |           |          |        |

### Resultados Moto3
| Pos.    | N.º | Piloto                 | Constructor | Vueltas | Tiempo    | Parrilla | Puntos |
| ------- | --- | ---------------------- | ----------- | ------- | --------- | -------- | ------ |
| 1       | 41  | Brad Binder            | KTM         | 24      | 40:13.777 | 2        | 25     |
| 2       | 36  | Joan Mir               | KTM         | 24      | +0.056    | 7        | 20     |
| 3       | 16  | Andrea Migno           | KTM         | 24      | +0.081    | 15       | 16     |
| 4       | 33  | Enea Bastianini        | Honda       | 24      | +0.147    | 6        | 13     |
| 5       | 4   | Fabio Di Giannantonio  | Honda       | 24      | +0.713    | 9        | 11     |
| 6       | 58  | Juan Francisco Guevara | KTM         | 24      | +0.899    | 4        | 10     |
| 7       | 84  | Jakub Kornfeil         | Honda       | 24      | +2.683    | 24       | 9      |
| 8       | 65  | Philipp Öttl           | KTM         | 24      | +3.145    | 5        | 8      |
| 9       | 9   | Jorge Navarro          | Honda       | 24      | +5.263    | 14       | 7      |
| 10      | 88  | Jorge Martín           | Mahindra    | 24      | +7.921    | 12       | 6      |
| 11      | 31  | Raúl Fernández         | KTM         | 24      | +8.081    | 17       | 5      |
| 12      | 40  | Darryn Binder          | Mahindra    | 24      | +8.250    | 29       | 4      |
| 13      | 64  | Bo Bendsneyder         | KTM         | 24      | +8.603    | 20       | 3      |
| 14      | 20  | Fabio Quartararo       | KTM         | 24      | +9.283    | 23       | 2      |
| 15      | 11  | Livio Loi              | Honda       | 24      | +9.358    | 19       | 1      |
| 16      | 23  | Niccolò Antonelli      | Honda       | 24      | +9.527    | 18       |        |
| 17      | 8   | Nicolò Bulega          | KTM         | 24      | +9.652    | 16       |        |
| 18      | 24  | Tatsuki Suzuki         | Mahindra    | 24      | +9.950    | 22       |        |
| 19      | 44  | Arón Canet             | Honda       | 24      | +16.838   | 1        |        |
| 20      | 55  | Andrea Locatelli       | KTM         | 24      | +18.712   | 27       |        |
| 21      | 76  | Hiroki Ono             | Honda       | 24      | +18.737   | 3        |        |
| 22      | 98  | Karel Hanika           | KTM         | 24      | +18.976   | 10       |        |
| 23      | 63  | Vicente Pérez          | Peugeot     | 24      | +19.039   | 21       |        |
| 24      | 12  | Albert Arenas          | Peugeot     | 24      | +24.297   | 26       |        |
| 25      | 89  | Khairul Idham Pawi     | Honda       | 24      | +24.526   | 25       |        |
| 26      | 95  | Jules Danilo           | Honda       | 24      | +25.331   | 28       |        |
| 27      | 7   | Adam Norrodin          | Honda       | 24      | +25.370   | 30       |        |
| 28      | 77  | Lorenzo Petrarca       | Mahindra    | 24      | +48.829   | 33       |        |
| 29      | 26  | Daniel Sáez            | KTM         | 24      | +48.861   | 31       |        |
| 30      | 99  | Enzo Boulom            | Mahindra    | 24      | +49.282   | 32       |        |
| 31      | 43  | Stefano Valtulini      | Mahindra    | 24      | +1:12.409 | 34       |        |
| Ret     | 42  | Marcos Ramírez         | Mahindra    | 7       | Retirado  | 35       |        |
| Ret     | 48  | Lorenzo Dalla Porta    | KTM         | 3       | Caída     | 8        |        |
| Ret     | 19  | Gabriel Rodrigo        | KTM         | 0       | Caída     | 11       |        |
| Ret     | 21  | Francesco Bagnaia      | Mahindra    | 0       | Caída     | 13       |        |
| Fuente: |     |                        |             |         |           |          |        |